# Silures Bobo-Dioulasso
Silures Bobo-Dioulasso – burkiński klub piłkarski z siedzibą w mieście Bobo-Dioulasso, działający w latach 1965–1982, grający niegdyś w pierwszej lidze burkińskiej.

## Sukcesy
- I liga[1]:
  - mistrzostwo (7): 1974, 1975, 1976, 1977, 1978, 1979, 1980.

- Puchar Burkiny Faso[2]:
  - zwycięstwo (1): 1981.

## Występy w afrykańskich pucharach
| Sezon | Rozgrywki       | Runda       | Kraj                         | Klub                       | Dom | Wyjazd | Dwumecz      |
| ----- | --------------- | ----------- | ---------------------------- | -------------------------- | --- | ------ | ------------ |
| 1975  | Puchar Mistrzów | 1           | Benin                        | Étoile Sportive Porto-Novo | 3–2 | 2–0    | 5–2          |
| 1975  | Puchar Mistrzów | 2           |                              | CARA Brazzaville           | 4–5 | 0–4    | 4–9          |
| 1976  | Puchar Mistrzów | 1           | Niger                        | AS FAN                     | –   | –      | –            |
| 1976  | Puchar Mistrzów | 1           | Wybrzeże Kości Słoniowej     | ASEC Mimosas               | 0–2 | 0–2    | 0–4          |
| 1978  | Puchar Mistrzów | 1           | Gwinea Bissau                | Sport Bissau e Benfica     | 7–0 | 3–2    | 10–2         |
| 1978  | Puchar Mistrzów | 2           | Wybrzeże Kości Słoniowej     | Africa Sports National     | 3–1 | 1–2    | 4–3          |
| 1978  | Puchar Mistrzów | ćwierćfinał | Gwinea                       | Hafia FC                   | 0–4 | 1–4    | 1–8          |
| 1979  | Puchar Mistrzów | 1           | Republika Środkowoafrykańska | ASDR Fatima                | 1–1 | 1–1    | 2–2 (k. 5–4) |
| 1979  | Puchar Mistrzów | 2           | Gwinea                       | Hafia FC                   | 1–0 | 0–1    | 1–1 (k. 0–1) |
| 1980  | Puchar Mistrzów | 1           | Gambia                       | Wallidan FC                | 1–0 | 1–1    | 2–1          |
| 1980  | Puchar Mistrzów | 2           | Kamerun                      | Canon Jaunde               | 0–1 | 0–3    | 0–4          |
| 1981  | Puchar Mistrzów | 1           | Sierra Leone                 | East End Lions FC          | 1–0 | 1–1    | 2–1          |
| 1981  | Puchar Mistrzów | 2           | Zair                         | AS Vita Club               | 0–1 | 3–3    | 3–4          |

## Stadion
Domowe mecze klub rozgrywał na stadionie o nazwie Stadion Miejski w Bobo-Dioulasso, który mógł pomieścić 10 tys. widzów.